# Colonia el Veinte
Colonia el Veinte är en ort i Mexiko.   Den ligger i kommunen Francisco I. Madero och delstaten Hidalgo, i den sydöstra delen av landet, 90 km norr om huvudstaden Mexico City. Colonia el Veinte ligger 1 983 meter över havet och antalet invånare är 245.
Terrängen runt Colonia el Veinte är kuperad åt sydväst, men åt nordost är den platt. Runt Colonia el Veinte är det ganska glesbefolkat, med 34 invånare per kvadratkilometer. Närmaste större samhälle är San Salvador, 6,7 km nordost om Colonia el Veinte. Omgivningarna runt Colonia el Veinte är i huvudsak ett öppet busklandskap.